# Метайна
44°30′ пн. ш. 15°01′ сх. д. / 44.50° пн. ш. 15.01° сх. д.
Метайна (хорв. Metajna) — населений пункт у Хорватії, у Лицько-Сенській жупанії у складі міста Новаля.

## Населення
Населення за даними перепису 2011 року становило 236 осіб.
Динаміка чисельності населення поселення:

## Клімат
Середня річна температура становить 14,07 °C, середня максимальна – 26,70 °C, а середня мінімальна – 2,34 °C. Середня річна кількість опадів – 995 мм.
| Клімат поселення                              | Клімат поселення | Клімат поселення | Клімат поселення | Клімат поселення | Клімат поселення | Клімат поселення | Клімат поселення | Клімат поселення | Клімат поселення | Клімат поселення | Клімат поселення | Клімат поселення | Клімат поселення |
| Показник                                      | Січ.             | Лют.             | Бер.             | Квіт.            | Трав.            | Черв.            | Лип.             | Серп.            | Вер.             | Жовт.            | Лист.            | Груд.            |                  |
| Середній максимум, °C                         | 9,66             | 9,60             | 11,78            | 15,50            | 20,90            | 24,80            | 26,70            | 26,64            | 22,18            | 17,66            | 12,60            | 10,26            |                  |
| Середня температура, °C                       | 6,08             | 5,98             | 8,12             | 11,86            | 17,28            | 21,18            | 23,76            | 23,68            | 19,28            | 14,70            | 9,66             | 7,32             |                  |
| Середній мінімум, °C                          | 2,42             | 2,34             | 4,52             | 8,26             | 13,66            | 17,58            | 20,80            | 20,74            | 16,30            | 11,72            | 6,70             | 4,36             |                  |
| Норма опадів, мм                              | 81               | 70               | 72               | 74               | 72               | 66               | 38               | 59               | 112              | 122              | 125              | 104              |                  |
| Середньомісячна швидкість вітру, м/с          | 3.04             | 3.20             | 3.30             | 3.12             | 2.76             | 2.56             | 2.56             | 2.52             | 2.72             | 2.92             | 3.44             | 3.34             |                  |
| Середньомісячна сонячна радіація, кДж/м²·день | 4799             | 7561             | 11026            | 15877            | 20163            | 22177            | 23950            | 20680            | 15044            | 9678             | 5170             | 4040             |                  |
| --------------------------------------------- | ---------------- | ---------------- | ---------------- | ---------------- | ---------------- | ---------------- | ---------------- | ---------------- | ---------------- | ---------------- | ---------------- | ---------------- | ---------------- |
| Джерело:                                      |                  |                  |                  |                  |                  |                  |                  |                  |                  |                  |                  |                  |                  |